# Kerris Dorsey
Kerris Lila Dorsey (9 de janeiro de 1998) é uma atriz e cantora norte-americana. Ela é mais conhecida por seu papel como Paige Whedon na série de TV, Brothers & Sisters, de 2006, e por atuar como a filha de Billy Beane (Brad Pitt), Casey Beane, no filme Moneyball, de 2011.

## Carreira
Em Moneyball, ela realiza um 'cover' de "The Show", originalmente de Lenka, que está incluída na trilha sonora do filme.
Em 2012, Dorsey estrelou na série da Disney Channel Shake it Up como Kat, uma menina que elabora um plano para entrar no Shake It Up Chicago, fazendo amizade com Cece Jones. Kat é pressionada a dizer à Gary para contratá-la como estagiária no show. Ela tem sucesso ao entrar no show, mas no final do episódio, ela se muda para Nova Iorque para participar do Shake It Up, New York, embora o e-mail que havia recebido fosse um e-mail falso enviado por CeCe no episódio "Copy Kat It up!".

## Filmografia
| Ano  | Título                                                      | Papel        | Notas                |
| ---- | ----------------------------------------------------------- | ------------ | -------------------- |
| 2005 | Soccer Moms                                                 | Joey         | Telefilme            |
| 2005 | Walk the Line                                               | Kathy Cash   |                      |
| 2009 | Fuel                                                        | Young Sandy  |                      |
| 2009 | Flower Girl                                                 | Flower Girl  |                      |
| 2011 | JumpRopeSprint                                              | Alex Ruggle  |                      |
| 2011 | Moneyball                                                   | Casey Beane  |                      |
| 2012 | An American Girl: McKenna Shoots for the Stars              | Josie Myers  | Diretamente em vídeo |
| 2012 | Girl Vs. Monster                                            | Sadie        | Telefilme            |
| 2014 | Alexander and the Terrible, Horrible, No Good, Very Bad Day | Emily Cooper |                      |
| 2015 | Don't Tell Kim                                              | Alex Ruggle  |                      |

| Ano       | Título                         | Papel                 | Notas                                                            |
| --------- | ------------------------------ | --------------------- | ---------------------------------------------------------------- |
| 2006      | Monk                           | Little Girl           | Episódio: "Mr. Monk and the Captain's Marriage"                  |
| 2006      | So NoTORIous                   | Little Drew Barrymore | Episódio: "Charitable"                                           |
| 2006      | Vanished                       | Becky Javit           | Episódios: "Pilot" & "Before the Flood"                          |
| 2007      | Medium                         | Young Jennie          | Episódio: "No One to Watch over Me"                              |
| 2008      | Carpoolers                     | Phone Girl            | Episódio: "First Fight" & "Take Your Daughter to Work Day"       |
| 2006-2011 | Brothers & Sisters             | Paige Whedon          | Temporadas recorrentes 1-4, temporada recorrente 5; 91 episódios |
| 2011      | Sons of Anarchy                | Ellie                 | Episódio: "Out"                                                  |
| 2011      | R.L. Stine's The Haunting Hour | Lisa                  | Episódio: "Dreamcatcher"                                         |
| 2012      | Shake It Up                    | Kat                   | Episódio: "Copy Kat It Up"                                       |
| 2012      | Apartment 23                   | Molly                 | Episódio: "Parent Trap…"                                         |
| 2013      | Ray Donovan                    | Bridget Donovan       | Papel regular                                                    |
| 2013      | Mad Men                        | Sandy                 | Episódio: "The Doorway"                                          |